# Sint-Ursulakerk (Kleine-Brogel)

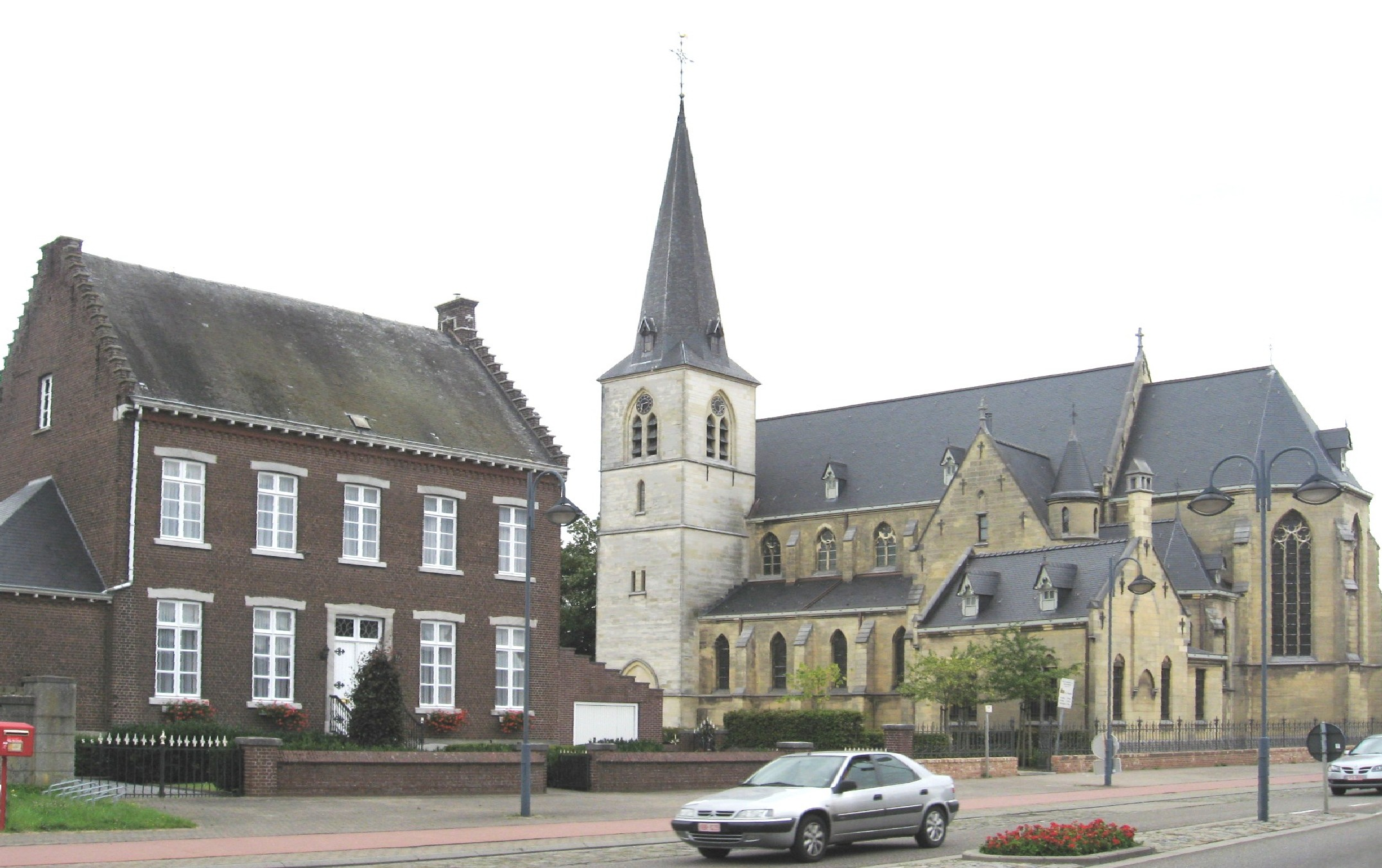
Sint-Ursulakerk

De Sint-Ursulakerk is de parochiekerk van Kleine-Brogel in de Belgische provincie Limburg. De kerk, gelegen aan de Burgemeester Voetslaan, is gewijd aan de Heilige Ursula van Keulen.

## Geschiedenis
In een document uit 1222 is reeds sprake van een kerk in Kleine-Brogel. In dit document werd vermeld dat de kerk jaarlijks een zilverling aan de Abdij van Sint-Truiden moest betalen. In de 15e eeuw werd een nieuwe, gotische, kerk gebouwd met een mergelstenen toren. In 1646, na decennia van troebelen, was het schip in slechte staat en in 1663 werd het mogelijk hersteld.
Begin 20e eeuw wilde men een nieuwe kerk bouwen, waarvoor uiteindelijk Vincent Lenerz en Hyacinth Martens het ontwerp leverden. De toren zou behouden blijven, maar werd wel verhoogd. In 1907 werd de oude kerk afgebroken. De nieuwe, neogotische kerk was in juni 1908 voltooid en werd in september ingewijd. Deze kerk werd gebouwd in mergel uit de Sibbergroeve.

## Gebouw
De gotische toren van vier geledingen, in zandsteen, werd in 1907 deels ingebouwd en tevens verhoogd.

## Meubilair
In de sacristie bevinden zich schilderijen uit de 16e eeuw, Christus en Onze-Lieve-Vrouw, toegeschreven aan Otto van Veen. In de kerk zijn tal van beelden uit het begin van de 16e eeuw te vinden, zoals van de Heilige Barbara, de Heilige Catharina van Alexandrië, beide toegeschreven aan Jan van Steffesweert en stammend van omstreeks 1520. Uit eind 16e eeuw is een beeld van de Heilige Odilia. Ook uit de 17e, 18e en 19e eeuw zijn er beelden aanwezig.
De oudste klok is uit 1445, gegoten door Jan Zeelstman. Ze is afkomstig uit Westerhoven en werd in de 19e eeuw aangekocht.